# Alejandro Zohn
Alejandro Zohn Rosenthal nacido como Alexander Zohn (Viena, 8 de agosto de 1930-Guadalajara, 4 de agosto de 2000) fue un arquitecto mexicano de origen judío austriaco.

## Primeros años
Nacido en Viena, el 8 de agosto de 1930. Sus padres fueron la química farmacéutica y profesora Haica Rosenthal Eisenstein y el contador y empresario Jakob Hersch Zohn Wurn.
En 1936 inició su primaria en la Escuela de Gersthof, de donde por su origen judío fue expulsado al anexarse Austria a la Alemania nazi. Su padre fue internado en el Campo de concentración de Dachau y tras ceder su patrimonio al Estado alemán, el pago de un alto impuesto de emigración y con la visa obtenida en el consulado mexicano en Hamburgo, lograron salir exiliados a México, en donde arribaron el 17 de febrero de 1939.
Se instaló con sus padres en San Pedro Tlaquepaque e ingresó al Colegio Cervantes en Guadalajara, donde concluyó la primaria. De 1943 a 1946 cursó la secundaria, y de 1946 a 1948 hizo su bachillerato en el mismo Colegio de los maristas. En septiembre de 1948 ingresó a la Facultad de Ingeniería recientemente instalada en el Instituto Tecnológico de la Universidad de Guadalajara, muy cerca de su domicilio en San Pedro Tlaquepaque; pero, atraído por las clases de música clásica, estética y dibujo que impartían entonces Mathias Goeritz, Juan José Arreola y José Ruiz Medrano, entre otros, en 1950 decidió cambiarse a la Escuela de Arquitectura.
El 21 de mayo de 1955 obtuvo su título profesional de ingeniero civil, con la tesis que versó sobre el nuevo Mercado Libertad en San Juan de Dios. En 1956, aún como pasante de arquitectura, fue nombrado catedrático de Composición en la Escuela de Arquitectura de la Universidad de Guadalajara. El 22 de octubre de 1962 recibió su título de arquitecto con la tesis “La arquitectura del concreto armado”.

## Carrera
En junio de 1963, ante la huelga estudiantil encabezada por Jorge Enrique Zambrano Villa, al ser acusado de “dureza” en el cumplimiento de los deberes académicos, se vio obligado a renunciar a su cátedra de Composición y al Consejo de Escuela de Arquitectura. A pesar de esto, le guardó a la Universidad de Guadalajara una “lealtad enorme desde sus estudios”.
De 1961 a 1966 fue socio fundador de Arquitac (Arquitectura, Asociación Civil); en 1980 fue nombrado académico emérito de la Academia Nacional de Arquitectura de la Sociedad de Arquitectos Mexicanos, y en 1994 Conaculta lo nombró miembro del Sistema Nacional de Creadores Artísticos de México.
Entre 1969 y 1977 fue profesor visitante en la Universidad Estatal Politécnica de California.
De 1974 a 1982 hizo investigaciones sobre vivienda popular en Guadalajara, Manzanillo, Cozumel, Ecatepec, Monterrey y Morelia.
En varias universidades de México, Estados Unidos, Colombia, Chile, Perú, Austria, Hungría y República Checa fue invitado como conferencista. Fue autor de Entorno e identidad (1997); Arquitectura y reflexiones (1999); y de una detallada descripción de la remodelación del antiguo Hospital de El Refugio, de San Pedro Tlaquepaque.
En el año 2000 se realizó la Exposición Retrospectiva de su obra, en el Instituto Cultural Cabañas.

### Obras arquitectónicas
Las obras arquitectónicas que diseñó fueron: 
- Nuevo Mercado Libertad en San Juan de Dios, (1953-1958).
- Auditorio Municipal de Guadalajara y el Puente Agua Azul, (1957).
- Estacionamiento Central en las avenidas Juárez y 16 de Septiembre, Casas Unión, (1959).
- Departamentos Veracruz Sur; proyecto del Nuevo Mercado Hidalgo, San Luis Potosí; proyecto para concurso del Auditorio del Estado en Zapopan; la Plaza Maestranza de Guadalajara, (1960).
- Plan Regulador de Guadalajara; Mercado Mezquitán, (1961).
- Casa Dubín, Manzanillo, Colima; Unidad Deportiva Presidente Adolfo López Mateos, Guadalajara, (1962).
- Consultorio y Casa en la calle Pedro Moreno, Guadalajara, Oficina Zohn y Asociados S. C., Guadalajara; Internado Cervantes, Zapopan, (1963).
- Agencia Panorama, Guadalajara, sucursal Arcos del Banco Refaccionario de Jalisco, (1965).
- Casa Cenit, Guadalajara, (1966).
- Pabellón y juegos infantiles, Parque Morelos, Guadalajara; Iglesia del Nazareno, Guadalajara; Unidad Deportiva Municipal La Federacha, Guadalajara, (1967).
- Edificio San Vicente, Guadalajara; proyecto para concurso del Palacio de los Deportes, Ciudad de México, (1968).
- Edificio Yuca, Guadalajara; proyecto de Plaza del Sol, Guadalajara; Restaurante y Nevería Dairy Queen, (1969).
- Edificio Emisa, Guadalajara, (1970).
- Club Social y Deportivo Macabi, Guadalajara; sucursal del Banco Refaccionario de Jalisco, de Chapalita, Guadalajara, (1971).
- Oficina matriz del Banco Refaccionario de Jalisco; Plan General Urbano de Puerto Vallarta, Jalisco, (1973)
- Edificio Mulbar, Guadalajara; Casa Redonda, Puerto Vallarta, (1974).
- Multifamiliar Esteban Loera, Plan Director Cumbres del Llano Largo, Acapulco, Guerrero, (1975).
- Unidad Habitacional Culhuacán, México, D. F., 1975-1977; Unidad Habitacional Flores Magón, Guadalajara; Hotel Hermanos Reyes, Guadalajara, 1976; Unidad *Habitacional ctm-Atemajac, Guadalajara; Imagen Urbana del centro de San Pedro Tlaquepaque, Jalisco, (1977).
- Mercado Municipal Río Cuale, Puerto Vallarta, Jalisco, (1978).
- Ecoplan del Estado de Puebla, 1979
- Plan Urbano de la Zona Central, Aguascalientes, (1980).
- Remodelación del Mercado Libertad, Guadalajara; Unidad Habitacional Gustavo Díaz Ordaz, Guadalajara; Casa La Rioja, Zapopan, Jalisco, (1981).
- Unidad Habitacional A. J. Bermúdez, Reynosa, Tamaulipas; Unidad Habitacional Ciudad Oriente, Ecatepec, Estado de México, (1982).
- Unidad Habitacional Xangari, Morelia; Plan Sectorial de Vivienda de la Zona Conurbada de Manzanillo, Colima, (1983).
- Remodelación del Centro Cultural El Refugio de San Pedro Tlaquepaque, (1984).
- Unidad Habitacional Cruz Roja de Ciudad Guzmán, Jalisco, (1985).
- Edificio de Archivos del Estado de Jalisco,[4] Guadalajara, (1985-1990).
- Edificio Pablo Neruda, Guadalajara; Condominio Alberta, Zapopan, (1986).
- Fase ii del Programa de Vivienda Emergente, Ciudad de México, (1987).
- Casa de Madera, Morelia, Michoacán, (1988).
- Casa Loma Larga, Zapopan; Condominios Planetario, Morelia, Michoacán; Centros Comerciales Hipermart de Ciudad Juárez, Chihuahua, de Monterrey, Nuevo León, y de Torreón Coahuila, (1988-1989).
- Proyecto de Imagen Urbana de Puerto Vallarta, en colaboración con Salvador de Alba y Fernando González Gortázar, (1991).
- Unidad Deportiva y Parque 14 de Febrero, Guadalajara; Unidad Habitacional “Los Conejos”, Tepatitlán, Jalisco, (1991).
- Condominio Alberta ii, Guadalajara; Club de Golf, Acapulco, Guerrero, (1992).
- Segunda remodelación del Mercado Libertad de San Juan de Dios, (1993).
- Estación del Tren Eléctrico San Juan de Dios, Guadalajara; Centro de Rehabilitación dif, Guadalajara; intervención del Bosque Los Colomos, Guadalajara, (1994).
- Unidad Habitacional El Brillante, Ameca, Jalisco; Mexican Heritage Center and Gardens, San José California, (1995).
- Imagen Urbana del Centro Histórico de Zamora, Michoacán, (1996).
- Casa de la Cultura e Imagen Urbana de Teuchitlán, Jalisco; Casas Mar del Sur y Casa Sendero de las Acacias, Guadalajara, (1998).
- Auditorio Multimedia de la Universidad de Guadalajara, Autlán, Jalisco; Plan de Ordenamiento Universidad de Guadalajara, Costa Sur; proyecto del Edificio Innova, Universidad de Guadalajara; Remodelación de la Estación del Ferrocarril de Guadalajara, (1999).

## Premios y honores
Los reconocimientos que recibió fueron:
- Presea José Clemente Orozco del Premio Jalisco, por el proyecto del Mercado de San Juan de Dios (1957).
- Premio Jalisco a sus Arquitectos Distinguidos, (1964).
- Gran Premio de la iv Bienal en Sofía, Bulgaria, de la Academia de la Unión Internacional de Arquitectos, (1991).
- Reconocimiento Honoris Causa del Colegio de Arquitectos de Jalisco, (1991).
- Homenaje Arpa-fil de la Feria Internacional del Libro de Guadalajara, (1999)
- Premio Jalisco del gobierno del estado de Jalisco, (2000).
- su obra el Mercado Libertad de San Juan de Dios fue declarado Monumento Artístico Nacional, (2007).

## Vida personal
En 1960 contrajo nupcias con Celia Muldoon en una ceremonia religiosa oficiada por el canónigo José Ruiz Medrano y apadrinado por el arquitecto Ignacio Díaz Morales.
Después de 37 años de residencia en México, el 4 de junio de 1975 obtuvo la nacionalidad mexicana, había llegado con pasaporte alemán y mantuvo la nacionalidad austriaca.
Falleció el 4 de agosto del 2000 en Guadalajara y sus restos mortales descansan en el Recinto de la Paz.